# استیو استوارت-ویلیامز
استیو استوارت-ویلیامز (به انگلیسی: Steve Stewart-Williams)، (متولد ۱۹۷۱) استاد روان‌شناسی فرگشتی در دانشکده روان‌شناسی در دانشگاه ناتینگهام مالزی و نویسنده کتاب‌های داروین، خدا و معنای زندگی (۲۰۱۰) و میمونی که جهان را درک کرد (۲۰۱۸) است. او در ولینگتون نیوزلند به دنیا آمد. او در دانشگاه ماسی تحصیل کرد و در آنجا مدرک دکترای خود را در روان‌شناسی و فلسفه به پایان رساند.

## آثار
- کتاب مردان، زنان و (علوم، فناوری، مهندسی و ریاضی): چرا تفاوت‌ها و چه باید کرد؟ (با لوئیس جی. هالسی؛ 2021)[۳]